# 225

## Родени
- 20 януари – Гордиан III, римски император